# Oknophilie
Oknophilie (altgriechisch ὀκνέω okneo, deutsch ‚zögern‘ ‚sich anklammern‘ ‚sich festklammern‘ und φιλεῖν phileīn, deutsch ‚lieben‘ ‚zugeneigt sein‘) ist ein Begriff aus der Psychoanalyse, den der ungarische Psychoanalytiker Michael Bálint (1959) eingeführt hat. Dabei handelt es sich um einen Charakterzug, bei dem die betreffende Person prägungsbedingt körperliche und seelische Nähe und hilfreiche Anlehnung zu anderen sucht.

## Etymologie
Oknophilie bezeichnet den Impuls, sich schutzsuchend anzuklammern, vgl. Anaklise. Das dialektische Gegenteil der Oknophilie ist der Philobatismus. Damit benannte Bálint den Impuls, sich bindungslos und selbstbestimmt zu bewegen. Beide Begriffe bereichern das psychoanalytische Konzept eines grundlegenden menschlichen Konflikts zwischen den seelischen Bedürfnissen nach Zugehörigkeit einerseits und Autonomie andererseits. Im Begriff Oknophilie findet man das griechische Verb okneo = zögern, sich anklammern. Philobatismus ist dem Begriff Akrobat nachgebildet und enthält das Verb altgriechisch βατεῖν batein, deutsch ‚gehen weggehen‘. Der Akrobat geht auf die Spitze (ἄκρος ákros, deutsch ‚höchster, oberster, spitz‘). Der Philobat ist einer, der das (Weg-)Gehen liebt.

## Bálints Typologie
Im Gefolge der Lehre Sigmund Freuds von den Grundkonflikten in der menschlichen Natur unterscheidet der Psychoanalytiker Michael Bálint zwischen den Charaktertypen des Oknophilen und des Philobaten. Der Wagnisforscher Siegbert A. Warwitz bezeichnet sie als „idealtypisch gedachte Extremvarianten zweier menschlicher Geisteshaltungen“. Es handelt sich um zwei kontrastierende Formen der Daseinbewältigung. Ausgangspunkt von Bálints Überlegungen und seiner daraus erwachsenen Typologie ist die Beobachtung, dass in der frühkindlichen Entwicklung zunächst das Erlebnis einer Harmonie von Ich und Umwelt, Innen- und Außenwelt vorherrscht. Die einsetzende Erkenntnis der Unterschiedlichkeit der zwei Welten, die mit divergierenden Ansprüchen konfrontieren, kann nach Bálint zu einer traumatisierenden Erfahrung werden. „Die traumatische Entdeckung der Existenz von getrennten Einzelobjekten“ geht mit Interessenkonflikten zwischen der eigenen Person und der Außenwelt einher. Diese Konflikte etablieren sich nach Darstellung des Fachkollegen Stavros Mentzos oft bereits im zweiten oder dritten Lebensjahr.
Der Oknophile erlebt den gleichen objektiven Sachverhalt, etwa eine Gefahrensituation, im Gegensatz zum Philobaten als eine Bedrohung, die er durch Anklammern an eine Sicherheit versprechende Person oder ein fremdsicherndes Objekt zu überstehen versucht. Angst vor dem Misserfolg einer Aktion bestimmt seine Entscheidungen stärker als die Erwartung ihrer erfolgreichen Beendigung. Der Oknophile widersetzt sich der Trennung von Ich und Objektwelt, deren Einheit er zu erhalten versucht. Hinsichtlich der Beurteilung der beiden Verhaltensextreme äußert Bálint eine klare Vorstellung: „Beide Haltungen sind mehr oder weniger pathologisch.“ Er bezeichnet sie als „posttraumatische Zustände“, die sich als Neurosen darstellen und einer therapeutischen Behandlung bedürfen.

## Zuordnungen
In der frühkindlichen Entwicklung oknophiler Menschen findet man gehäuft Bezugspersonen, die das Kind nur ungenügend vor der Weite des Daseins schützten. Resultat ist ein Überwiegen anklammernder Impulse. Beim Philobaten ist es häufig umgekehrt. Er hat Erfahrungen mit Personen gemacht, die ihn durch eigenes Anklammern beengten. In der Folge sucht er das Heil in der sicheren Distanz zu den anderen. Er begibt sich lieber in die Gefahr, wie ein Artist vom Hochseil zu stürzen, als dass er sich von anderen begrenzen lässt. Dementsprechend ist der Oknophilie die Agoraphobie zuzuordnen und dem Philobatismus die Klaustrophobie.

## Rezeption und Kritik
Die Kritik an Bálints Typologie entzündet sich weniger an seiner Beschreibung der beiden unbestritten existenten menschlichen Verhaltensvarianten als an seiner Deutung dieser Geisteshaltungen, die er als „primitive Haltungen“ (Balint S. 36), „psychopathisch“, „pathologisch“ und „behandlungsbedürftig“ klassifiziert. Der Wagnisforscher Warwitz bevorzugt bei seiner Charakterisierung der beiden Persönlichkeitsprofile die Bezeichnungen „Reizsucher“ und „Reizmeider“. Er bemängelt an Bálints Einordnung der Charaktertypen des Philobaten und Oknophilen als Psychopathen eine „Befangenheit in pathologischen Denkvorstellungen“. Seine Kritik zielt dahin, dass hier ein willkürlich gesetztes Mittelmaß zur „gesunden Norm“ und Abweichungen davon als krankhaft und therapiebedürftig erklärt werden, obgleich dies weder durch Bálint selbst auf statistisch relevanter Basis objektiviert wurde, noch sich nachträglich an größeren Populationen verifizieren ließ, wie Warwitz nach eigenen umfangreichen Untersuchungen konstatiert.
Der Psychologe Ulrich Aufmuth präsentiert in seiner Analyse der Mentalitäten von Bergsteigern eine Reihe von Lebensläufen und Charakterstudien, bei denen sich die von Bálint beschriebenen Menschentypen wiederfinden, ohne allerdings begrifflich auf sie zurückzugreifen.